# Лау, Давид
Рав Дави́д Бару́х Ла́у (ивр. הרב דוד ברוך לאו‎; род. 13 января 1966, Тель-Авив) — главный ашкеназский раввин Израиля (2013—2024).

## Биография
Родился в Тель-Авиве. Учился в ешиве. Занимал должность раввина нового города Шохама (должность была учреждена). Затем стал главным ашкеназским раввином Модиин-Маккабим-Реута. С 24 июля 2013 года занял пост главного ашкеназского раввина Израиля. Является самым молодым избранным на этот пост в возрасте 47 лет. Сын бывшего главного раввина Израиля, Исраэля Меира Лау.

## Семья
Женат на Циппоре Ральбаг, дочери Ицхака и Хадассы Ральбаг.